# David Lyon (sociólogo)
David Lyon dirige o Centro de Estudos de Vigilância (Surveillance Studies Centre). É um professor de sociologia, que detém uma cadeira na Queen’s Research e foi nomeado como Professor na Faculdade de Direito na Universidade do Queen (Queen’s University) em Kingston, Ontario.
Nasceu em Edinburgh, Escócia. Lyon recebeu um B.Sc. e Ph.D. em Ciências Sociais e História na Universidade de Bradford em Yorkshire, Reino Unido, alimentando uma fascinação com forças motrizes e consequências sociais e de outras maiores transformações do mundo moderno.
Mais conhecido internacionalmente devido aos seus trabalhos nos Estudos de Vigilância, Lyon define a vigilância como as “operações e experiências de reunião e análise de documentos pessoais para influência, direito ou gestão”. Além disso, tem desenvolvido conceitos-chave no campo, tais como em “classificação social”. Lyon tem também ensinado e pesquisado nas áreas de sociedade informacional, globalização, secularização e pós-modernidade. Ele é autor, co-autor, editor ou co-editor de 28 livros. Seus livros foram traduzidos para 16 línguas.
É co-editor formal do periódico Sociedade e vigilância (Surveillance & Society), editor associado da sociedade informacional (The informational society) e está no conselho editorial internacional de uma série de outros periódicos acadêmicos.  Desde 2000, Lyon conduz uma série de projetos em equipe; atualmente, “Big Data Surveillance” (2015 – 2020). Está também nos conselhos consultivos internacionais de outros grandes projetos nos estudos de vigilância.
Tem mantido presença em compromissos em uma série de universidades, incluindo Auckland, Bir Zeit, Edinburgh, Leeds, Melbourne, Sydney, Rio de Janeiro, Tóquio, o Centro para mudanças sociais e econômicas (The Centre for Social and Economic Change), Bangalore, e o École des Hautes Études en Sciences Sociales, Paris. Lyon tem também encorajado iniciativas em pesquisas e grupos, em vigilância por todo o mundo, especialmente em Israel/Palestina, Oriente Médio, Japão, e América Latina.

## Sociologia, religião, o secular
Lyon, focando na sociologia histórica da mudança de crença da Inglaterra Vitoriana, explorou as relações mútuas do pensamento social cristão e das ciências sociais em trabalhos como Karl Marx: A Christian Appreciation of his Life and Thought (1979) Sociology and the Human Image (1983).
The Steeple’s Shadow: On the Myths and Realities of Secularization (1986) questionou teorias que sugerem que a crença e prática religiosa perdem força com a chegada da modernidade. Localmente, ele desenvolveu e escreveu um estudo paroquial da Igreja Anglicana de St. James, Kingston; Living Stones (1995).
Jesus in Disneyland (2000) investigou as maneiras nas quais as atividades religiosas são afetadas pela chamada transição pós-moderna, e co-editou (com Marguerite Van Die) Rethinking Church, State and Modernity: Canada between Europe and America (2000), em que examinou a temática pela perspectiva da sociologia política. A pesquisa mais recente foi financiada pela ONG Pew Charitable Trusts.
Lyon, mais recentemente, tem contribuído tanto direta quanto indiretamente para o debate acerca do “pós-século” em, respectivamente, ‘’Being post-secular in the social sciences: Charles Taylor’s social imaginaries”, New Blackfriars, 91: 648 – 662, 2010  e em “Surveillance and the Eye of God” Studies in Christian Ethics, 27(1): 21 – 32, 2014.

## Vigilância, tecnologia e modernidade digital
Ao longo da década de 1980 Lyon analisou como as novas tecnologias estão envolvidas no processo de mudança social e apresentou um balanço avaliativo em livros como The Information Society: Issues and Illusions (1988).
Em sua curta obra Postmodernity (1994) ele sugeriu que os atuais debates teóricos em voga deveriam ser entendidos como relacionados às mudanças sociais — especialmente ao desenvolvimento da nova mídia e da proeminência cultural do consumismo. Hoje, ele se refere mais à modernidade “líquida” e “digital”.
Em sua mais recente obra Vigilância Líquida (2014), Lyon documenta uma entrevista ao sociólogo Zygmunt Bauman a qual são colocadas reflexões acerca da contemporaneidade, sociedade de consumo e, principalmente, da vigilância nessa sociedade que é empregada por governos, empresas, setores responsáveis pela segurança e está cada vez mais presente no dia-a-dia dos indivíduos.
O trabalho de Lyon acerca dos aspectos sociais nas novas tecnologias se refere ao processamento de dados pessoais.1 Esse tema tornou o programa de pesquisa amplamente colaborativo, internacional e multidisciplinar. Seu conceito de “classificação social” aponta que enquanto não é solicitada a minimização da privacidade, a ética e a justiça social — incluindo os movimentos de liberdade civil e direitos humanos — apontam questões com a intensificação da vigilância. 
Isso é visto mais evidentemente no contexto posterior às revelações de Edward Snowden (ver Surveillance After Snowden, 2015) onde as práticas do Big Data praticam agora um papel central (ver Snowden, surveillance and big data: capacities, consequences e critique Big Data & Society, 1(1), 2014).
O argumento do The Electronic Eye foi complementado por Surveillance Society: Monitoring Everyday Life (2001) que focou no desenvolvimento global e aumento do uso do corpo como uma fonte de dados, e posteriormente em Surveillance after September 11 (2003), que focou no papel do evento de 11 de setembro nos Estados Unidos como justificativa para a expansão da vigilância e diminuição dos direitos humanos, capitalizando em medo, suspeitas e sigilos. Na obra Surveillance Studies: An Overview (2007), Lyon apresenta de forma dinâmica as características chave dos estudos sobre vigilância.

## Identificação, ética, prosperidade humana
Identifying Citizens: ID Cards as Surveillance (2009) faz uma seleção de temas explorados por Lyon desde 1980, mas também relacionando-os aos mais recentes acontecimentos técnicos e políticos. O volume paralelo da obra é o co-editado (com Colin Bennett) Playing the Identity Card: Surveillance, Security and Identification in Global Perspective (2008). Cada livro se refere ao conceito de Lyon sobre ‘’cartel de identificação’’ como meio para o entendimento da política econômica das carteiras de identificação — IDs — em um tempo em que ‘’mostrar a carteira de identidade’’ tem se tornado um central — e novo — recurso das relações sociais ao redor do mundo.
A ética tem sido uma parte importante no trabalho de Lyon por muitos anos, visto no seu trabalho atual (i.e. ‘’Vigilância Líquida: a Contribuição de Zygmunt Bauman para os Estudos em Vigilância’’, Sociologia Política Internacional, 4: 325 – 338, 2010 e Vigilância Líquida, co-escrito com Zygmunt Bauman 2013). Atualmente, de acordo com Lyon, mais do que nunca, questões éticas requerem atenção devido às problemáticas serem tão amplas, urgentes e intratáveis. Enquanto as abordagens educacionais, legais, técnicas, entre outras, são vitais, ele insiste que também é crucial tanto confrontar os agentes da vigilância quanto considerar acontecimentos atuais no que se refere à emergência de assuntos políticos, o bem comum e a prosperidade humana.

## Reconhecimento
- 2007 Lifetime Achievement Award, pela Associação Americana de Sociologia, Seção de Comunicação e Tecnologia da Informação
- 2008 Membro da Sociedade Real do Canadá
- 2008 – 2010 Killam Research Fellow, o mais importante prêmio do Conselho de Artes do Canadá
- 2012 Outstanding Contribution Award, pela Associação Sociológica do Canadá
- 2014 Membro da Academia de Artes Sociais do Reino Unido.
- 2015 Insight-Impact Award, pelo Conselho de Pesquisa em Ciências Sociais e Humanidades
- 2016 Doutor honoris causa, pela Università della Svizzera Italiana, Suíça

## Obras selecionadas
- Lyon, D (2015). Surveillance after Snowden. Polity. ISBN 9780745690841
- Lyon, D (2014). Colin Bennett; Kevin Haggerty; Valerie Steeves, eds. Transparent Lives: Surveillance in Canada. Athabasca University Press.
- Lyon, D; Zygmunt Bauman (2013). Liquid Surveillance: A Conversation. Polity. ISBN 978-0-7456-6283-1.
- Lyon, D (2012). Kirstie Ball; Kevin Haggerty, eds. Routledge Handbook of Surveillance Studies. Routledge. ISBN 978-0-415-58883-6.
- Lyon, D (2011). Aaron Doyle; Randy Lippert, eds. Eyes Everywhere: The Global Growth of Camera Surveillance. Routledge. ISBN 978-0-415-69655-5.
- Lyon, D (2010). Elia Zureik; Yasmeen Abu-Laban, eds. Surveillance and Control in Israel/Palestine: Population, Territory, Power. Routledge. ISBN 978-0-415-58861-4.
- Lyon, D (2009). Identifying Citizens: ID Cards as Surveillance. Polity. ISBN 978-0-7456-4156-0.
- Lyon, D (2008). Bennett, C, ed. Playing the Identity Card: Surveillance, Security and Identification in Global Perspective. Routledge. ISBN 978-0-203-92713-7.
- Lyon, D (2007). Surveillance Studies: An Overview. Polity. ISBN 978-0-7456-3592-7.
- Lyon, D. (2009). Identifying Citizens: ID Cards as Surveillance. Polity. ISBN 978-0-7456-4156-0.
- Lyon, D. (2006). Theorizing Surveillance: The Panopticon and Beyond. Willan. ISBN 978-1-84392-191-2.
- Lyon, D (2003). Surveillance After September 11. Polity. ISBN 0-7456-3181-9.
- Lyon, D. (2003). Surveillance as Social Sorting: Privacy, Risk and Digital Discrimination. Routledge. ISBN 0-415-27873-2.
- Lyon, D (2001). Surveillance Society: Monitoring Everyday Life. Open University Press. ISBN 0-335-20546-1.
- Lyon, D (1996). Zureik, E, ed. Computers, Surveillance and Privacy. University of Minnesota Press. ISBN 0-8166-2653-7.
- Lyon, D (1994). The Electronic Eye: The Rise of Surveillance Society. University of Minnesota Press. ISBN 0-8166-2515-8.
- Lyon, D (1999). Postmodernity 2nd ed. University of Minnesota Press. ISBN 0-8166-3227-8.
- Lyon, D (1988). The Information Society: Issues and Illusions. Polity. ISBN 0-7456-0369-6.
- Lyon, D (2000). Jesus in Disneyland: Religion in Postmodern Times. Polity. ISBN 0-7456-1489-2.